# 红石谷·樱桃沟生态观光园
34°02′24″N 111°08′07″E / 34.04013°N 111.13533°E
红石谷·樱桃沟生态观光园是位于河南省三门峡市卢氏县文峪乡庙沟村境内的一个景点，内有樱桃树十万余棵。

## 特点
樱桃沟是卢氏县发展乡村旅游的产物，每年都吸引着大批游客前来参观。2013年，庙沟村被农业部评为全国美丽乡村示范村后，樱桃沟得到了很大的发展。樱桃沟在2015年被三门峡市文化广电和旅游局评为做到了经济效益，生态效益和观赏价值的统一。